# Nachman Daitsch
Nachman Daitsch (* 15. Juli 1907 in Schaulen, Russisches Kaiserreich; † 10. September 1983 in Frankfurt am Main) war einer der bedeutendsten Rauchwarenhändler und Pelzkonfektionäre im Pelzhandelszentrum Niddastraße in Frankfurt am Main, einem der drei weltgrößten Pelzhandelsmärkte in der zweiten Hälfte des 20. Jahrhunderts. Die Firma N. Daitsch ging, ebenso spektakulär wie ihr Aufstieg war, unerwartet in Konkurs.

## Firmengeschichte
Der gebürtige Litauer Nachman Daitsch kam in jungen Jahren in die Rauchwarenbranche. Im Alter von 17 Jahren machte er sich das erste Mal selbständig. Nach einem, wie es hieß „kriegsbedingten“ Neuanfang in München (eine verharmlosende Umschreibung, Daitsch war jüdischer Konfession und stammte aus Schaulen, wo 1943 unter anderem über 500 jüdische Kinder in ein Vernichtungslager deportiert wurden.), zog er im Jahr 1950 in das Frankfurter Pelzzentrum um. Folgt man einem Bericht der Zeitung Die Zeit, erzählten die Frankfurter Pelzhändler, dass Nachmann schon mit sieben Jahren sein Taschengeld in der Gerberei verdiente und mit elf Jahren mit Rohhäuten handelte. Auch nach vielen Jahren in Frankfurt sprach er noch immer am liebsten Jiddisch und Russisch.
Die Unternehmensanschrift im Fachadressbuch des Jahres 1953 war N. Daitsch KG, Friedrich-Ebertstraße 73, bereits mit dem Vermerk versehen, „demnächst Niddastraße 56“. Im Jahr 1973 war die Adresse Niddastraße 44–46.
Auch in Frankfurt handelte er zunächst mit sogenannten Rohfellen, wie zum Beispiel mit Marder- und Bisamfellen. Danach kamen die für die Firma typischen Pelzarten Nerz und Persianer hinzu. In diesen beiden Artikeln galt er später als der größte Händler der Welt. Sein Marktanteil an Füchsen und anderen Wildwaren wurde ebenfalls erheblich.
Als seine wohl lukrativste Transaktion galt ein Einkauf Anfang der 1960er Jahre im Pelzauktionshaus Sojuzpushnina in Sankt Petersburg. Er erwarb einen Posten von 100.000 bei einer Auktion nicht verkaufter Nerzfelle zu einem ganz geringen Preis und ließ daraus in der griechischen Pelzarbeiterstadt Kastoria billigst Mäntel herstellen. Damit ermöglichte er als erster, dass ein Kaufhaus Nerzmäntel zu einem Preis von nur 1395 Mark anbieten konnte – zu einer Zeit, als die aus skandinavischen oder amerikanischen Nerzfellen gearbeiteten Mäntel beim Kürschner üblicherweise eher über als unter 10.000 Mark kosteten.
Ein ebenfalls auf der Niddastraße ansässiger Händlerkollege schrieb in einem Nachruf: „Mit erstaunlichem Instinkt erkannte er sofort die Möglichkeiten, welche sich damals boten und nutzte sie mit der ihm eigenen Risikobereitschaft und Zielstrebigkeit. Innerhalb weniger Jahre entwickelte er sein Unternehmen zu einem der führenden in der Welt des Pelzes. Sein Name wurde in allen fünf Erdteilen mit Hochachtung genannt, wobei es ihm auch nicht an Kritikern fehlte, welche ja stets die Wegbegleiter des Erfolgreichen zu sein pflegen. Daitsch war allen seinen Kollegen gegenüber stets von großer Freundlichkeit und Hilfsbereitschaft. […] Er setzte neue Marksteine, er war einer der ersten Großkonfektionäre, die umfangreiche Lohnaufträge nach Kastoria vergaben, er war […] eine Symbolfigur für die rasante Aufwärtsentwicklung unseres Berufszweiges in den sechziger und siebziger Jahren, er gab dieser Epoche neben anderen Persönlichkeiten das Gepräge […].“
Mitte der 1970er Jahre hatte er nach einem „kometenhaften Aufstieg“ den 100-Millionen-Umsatz erreicht, „einer bis dahin nicht bekannten Größe“. Seine Prokuristen waren seit einigen Jahren Sigrid Drechsler und Helmut Dürrstein, die 1979 und auch noch nach dem Ende der Firma N. Daitsch als Dürrstein-Drechsler KG., ebenfalls unter der Adresse Niddastraße 44–46 (1979: Niddastraße 52/III), mit dem Handel von Rauchwaren und Pelzkonfektion im Adressbuch eingetragen waren.

Anfang der 1980er Jahre, als die meisten Pelzhandelsfirmen noch gute Umsätze tätigten, geriet eine Reihe von Großhandelsunternehmen der Branche in finanzielle Schwierigkeiten. Die Pelzmode hatte sich fast ganz vom Persianer ab und dem Nerz zugewandt. Da der Persianerpreis darnieder lag, hatte sich Daitsch in großem Umfang mit dem vermeintlich günstigen Material eingedeckt, seinem Hauptartikel neben Nerz. Pelz ist ein Saisongeschäft und der spekulative Einkauf wird meist zu einem großen Teil einschließlich der Veredlungs- und eventueller Konfektionierungskosten bis zum Weiterverkauf ab dem Spätsommer – und mit Zahlungszielen an den Einzelhandel darüber hinaus – mit Bankkrediten finanziert. Der Handel blieb damals auf seinen Persianerfellen, und noch schlimmer, auf der Persianerkonfektion sitzen. Innerhalb von zwei Jahren waren die Persianerfelle nur noch die Hälfte wert. Die großen Kaufhäuser kauften zudem Fuchsfelle für Besätze und Kaninfelle jetzt billiger direkt in Asien ein, wenn auch in meist geringerer Qualität. Die Banken hatten angesichts des Pelzbooms leichtfertig große Kredite an die Branche vergeben. Insbesondere der Hauptkreditgeber des Frankfurter Pelzzentrums, die Schröder, Münchmeyer, Hengst & Co. (SMH), war wegen eines anderweitigen Großkredits in eine Schieflage geraten. Die Forderungen an den Pelzgroßhandel wurden nun allgemein überprüft und gegebenenfalls zurückgefordert. Im Jahr 1983 musste Nachman Daitsch, in der Branche unerwartet, ebenfalls Insolvenz anmelden. In Kreisen der Niddastraße hieß es, Nachmann Daitsch sei am Vortag seiner Insolvenz bei seinen Mitbewerbern am Platz gewesen und habe dort seine Warenschulden beglichen. Die Geschäftsaufgabe soll der SMH-Bank zusätzlich schätzungsweise 40 Millionen Mark Verlust eingebracht haben.
In Abänderung des Gesellschaftsvertrags vom 28. Juni 1983 wurde am 11. August 1983 im Handelsregister Frankfurt das Unternehmen LUC Rauchwaren GmbH, Frankfurt am Main eingetragen. Gegenstand des Unternehmens war der Im- und Export sowie der Groß- und Einzelhandel mit Rauchwaren aller Art. Geschäftsführerin war die Ehefrau von Nachman Daitsch, Luisa Daitsch. Ein Jahr später, zum 18. Juni 1984, wurde die Gesellschaft wieder aufgelöst.
Zwei Wochen nach dem Konkurs des Unternehmens N. Daitsch, im September 1983, wurde Nachman Daitsch im Alter von 76 Jahren im Pelzviertel beim Überqueren der Taunusstraße in Frankfurt von einem Auto angefahren und tödlich verletzt. Sein Grab befindet sich auf dem Neuen Jüdischen Friedhof an der Eckenheimer Landstraße.